# 경질자산
경질자산(Hard Assets)은 오일, 천연가스, 금, 은, 농지, 천연유색 다이아몬드와 상업적 부동산과 같은 내재가치(intrinsic value)가 있는 물품이다. 경질자산은 대표적인 인플레이션 대비책(inflation hedge)이다.
일반적으로 원자재/경질자산은 주식과 채권 둘에 마이너스적으로(negatively) 상호연관되어 있다. 바꿔 말하면, 주식과 채권이 하락할 때 원자재는 오르는 경향이 있다.
 높은 인플레이션/마이너스 이자율 기간 동안 자본과 채권의 상태는 형편없는 반면에 (1970년에서 1981년까지의 S&P 500의 전체 수익이 20% v. 같은 기간 동안 오일가 1,100% 인상과 서부 캐나다 농지가격 550% 인상을 보라) 원자재/경질자산의 가치는 오른다.